# Wadi Shis
Esta página trata del Wadi Shis. La página del cercano Wadi Shi o Wadi Shie se encuentra en Wadi Shie
El Wadi Shis (en árabe: وادي شيص‎, romanizado: Wādī Ash Shīṣ), es un valle o río seco, con caudal efímero o intermitente, que fluye casi exclusivamente durante la temporada de lluvias, situado al noreste de los Emiratos Árabes Unidos, en el emirato de Sharjah. Pertenece a la cuenca hidrográfica del Wadi Madha, que abarca una superficie aproximada de 106 kilómetros cuadrados.
El wadi nace en una zona montañosa situada al noreste del Jabal Masafi (1.134 m s.n.m.), a una altitud aproximada de 800 m s.n.m., y su curso alto se ha visto alterado por la construcción de la autopista S142 - Khorfakkan Road y sus túneles Al Ghazeer y Al Multaqa, inaugurados en 2018.
En su curso medio pasa por la aldea de Shis, también conocida como Ash Shīṣ (Emirato de Sharjah), y ya en su curso bajo cruza la línea fronteriza entre Emiratos Árabes Unidos y Omán, en la zona del enclave de Madha, desembocando 1,3 kilómetros después en el Wadi Madha, del que es afluente por la izquierda. 

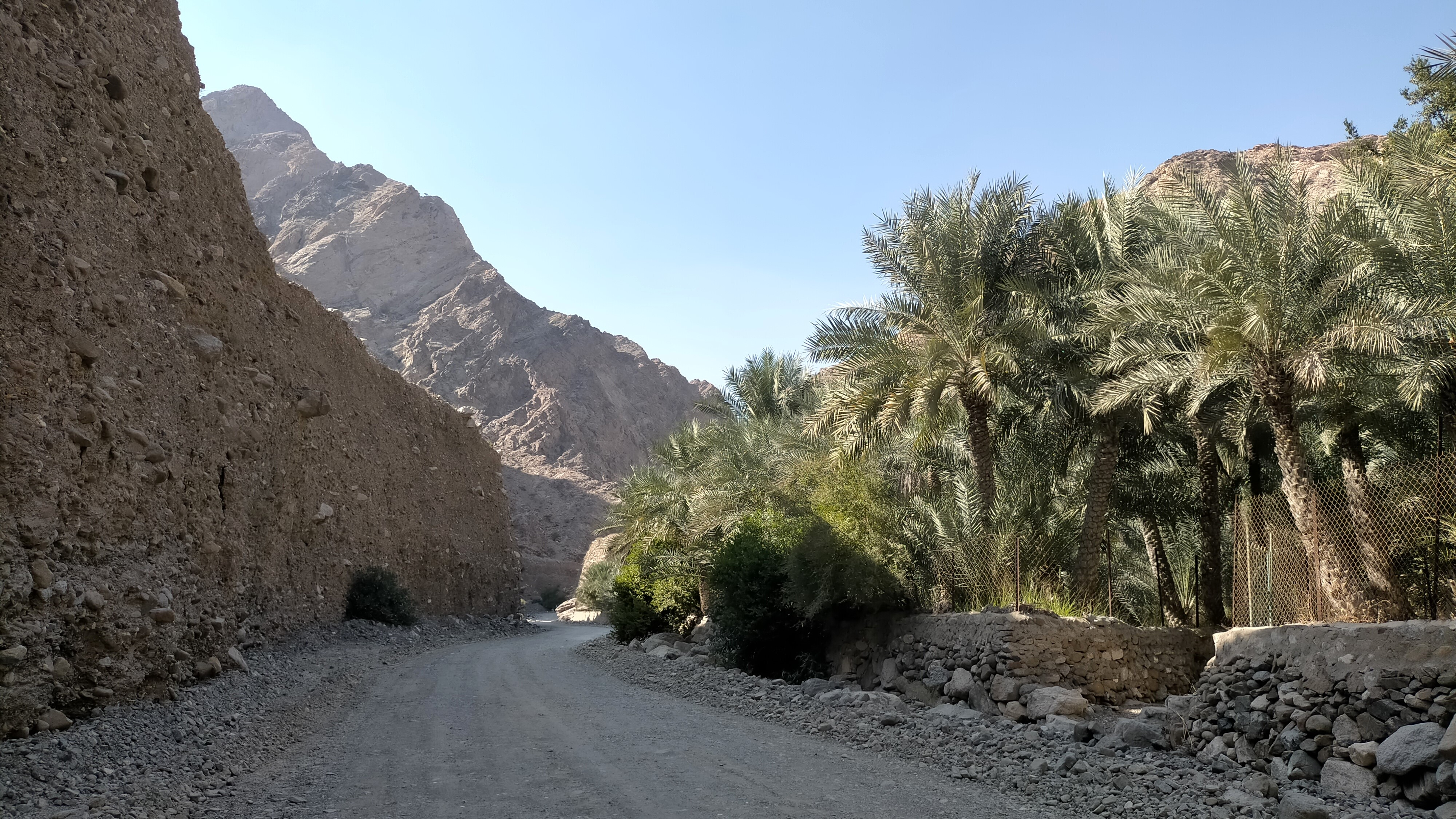
Curso bajo del Wadi Shis, en el enclave de Madha, Omán

En su corto recorrido, de poco más de 8,5 kilómetros, el wadi recibe las aguas de múltiples pequeños barrancos y arroyos estacionales, e inusualmente, en algunos lugares conserva pozas con agua durante casi todo el año, que junto con el agua procedente de la escorrentía, es canalizada hacia los aljibes, balsas y zonas de cultivo mediante acequias, denominadas localmente aflaj (en singular: falaj), canales subterráneos o a nivel de superficie, que se utilizan para transportar agua desde fuentes subterráneas o manantiales hasta las áreas agrícolas, aldeas o ciudades. 

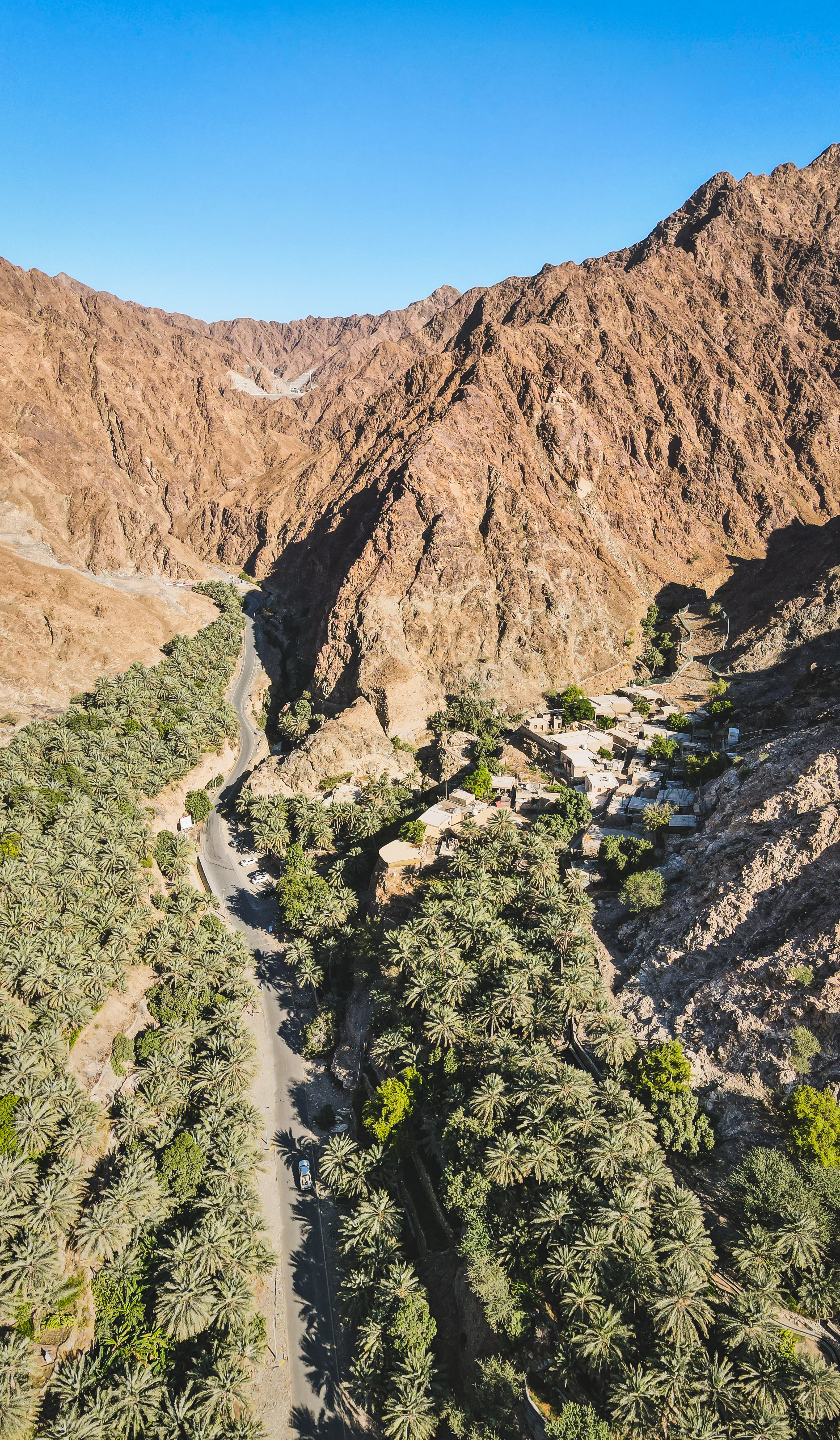
Amplia vista panorámica del Wadi Shis y el pueblo de Shis

La disponibilidad de agua favorece el crecimiento de vegetación, con abundantes palmeras y variedad de árboles frutales, generando lo que podría ser considerado un pequeño oasis, en medio de una zona árida, lo que atre muchas visitas turísticas, y se ha convertido en los últimos años en una frecuentada ruta de senderismo.
Para promocionar el lugar como destino turístico, las autoridades locales ordenaron la construcción, en las proximidades del wadi, de una pequeña zona recreativa con varias instalaciones de ocio, paseos, zona de juegos, zona de barbacoa e incluso una cascada artificial de 25 metros de altura, que fue inaugurada en 2020.

## Toponimia
Nombres alternativos: Wādī Shīs, Wādī Ash Shīṣ, Wādī Ash Shīs. 
En los mapas elaborados entre 1986 y 1991 por el Military Survey, Abu Dhabi, que se utilizaron en 1993 para la publicación de «The national atlas of the United Arab Emirates», se asignaron denominaciones que corresponden a la manera en que se pronuncia el nombre de cada lugar, según sus habitantes nativos, figurando este wadi con el mencionado nombre de Wādī Ash Shīṣ.
Actualmente, en algunas señales de tráfico y publicaciones, aparece también identificado con el nombre de Wadi Shees, fruto de una inapropiada transliteración del árabe al inglés. 
El nombre del Wadi Shis (con la grafía Wādī Shīs), y poblaciones cercanas, quedaron registrados en la documentación y mapas elaborados entre 1950 y 1960 por el arabista, cartógrafo, militar y diplomático británico Julian F. Walker, durante los trabajos efectuados para el establecimiento de fronteras entre los entonces denominados Estados de la Tregua, completados posteriormente por el Ministerio de Defensa del Reino Unido, en mapas a escala 1:100.000 publicados en 1971.

## Población
El área del Wadi Shis estuvo poblada principalmente por la tribu Naqbiyin, correspondiendo a la zona tribal Bani Hamid.

## Galería

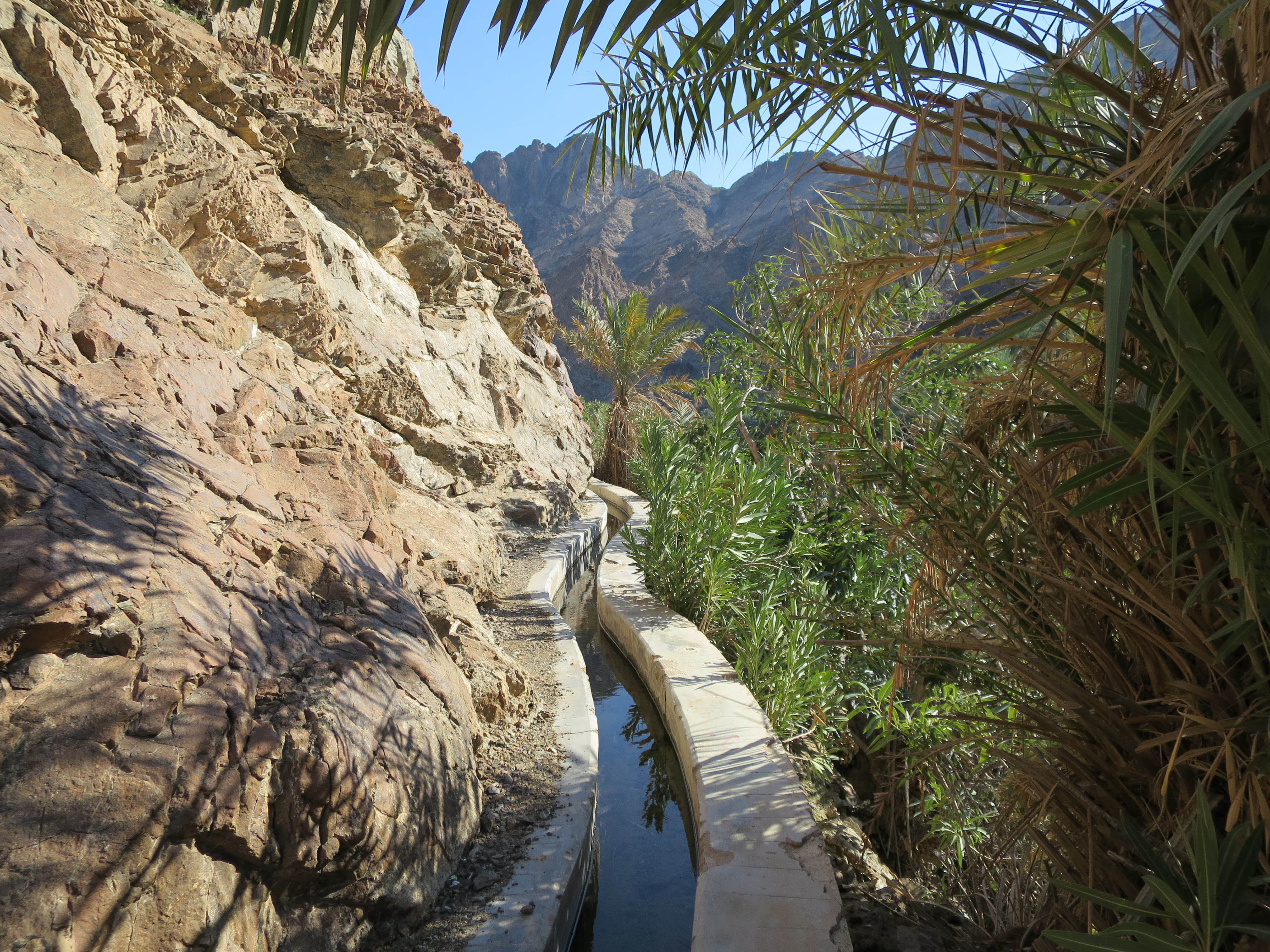
Un falaj del Wadi Shis canalizando agua desde una balsa cercana hasta los campos del pueblo
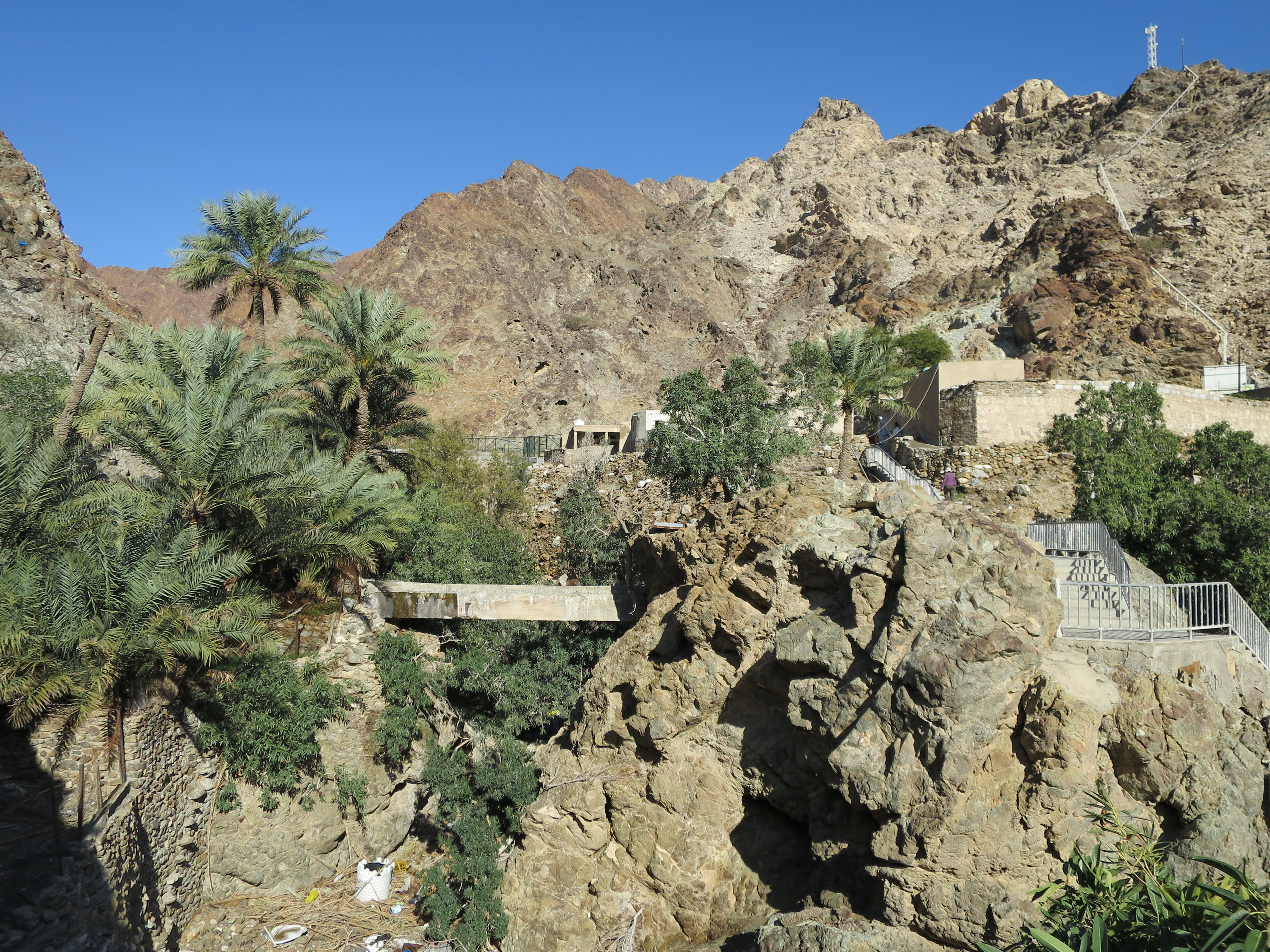
Vista de otro falaj del Wadi Shis
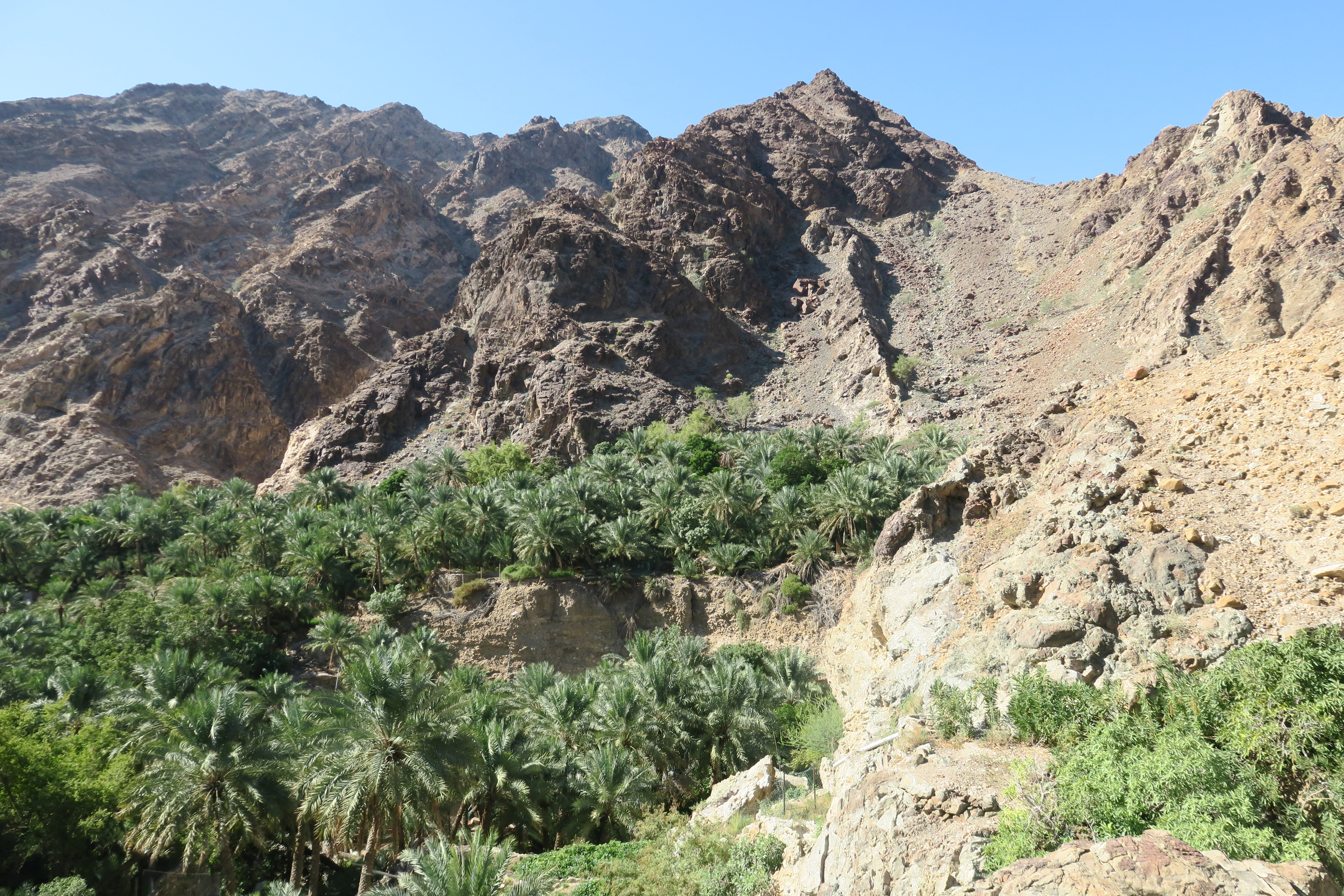
Wadi Shis. Belleza en medio del paisaje árido
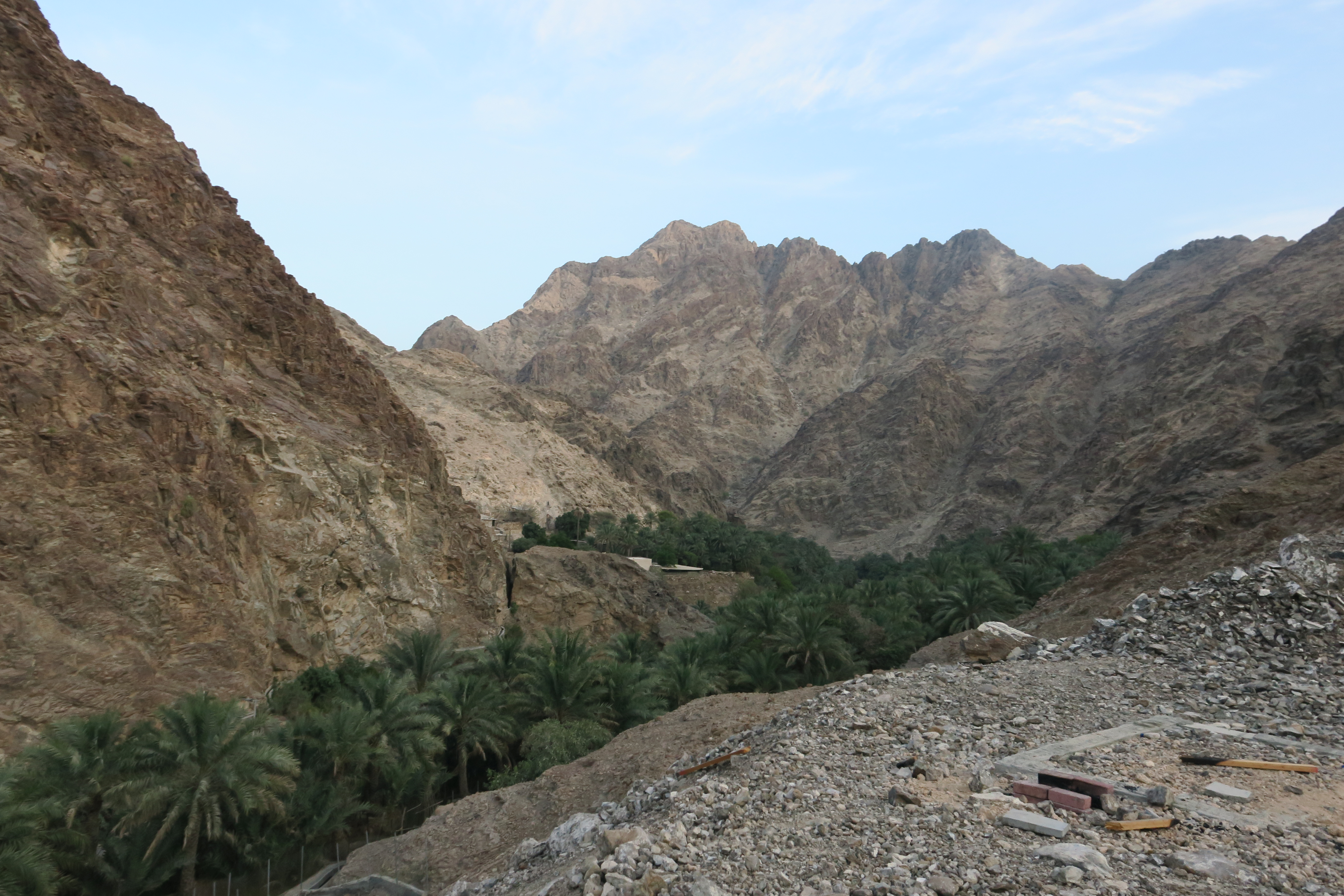
Wadi Shis. Paisaje
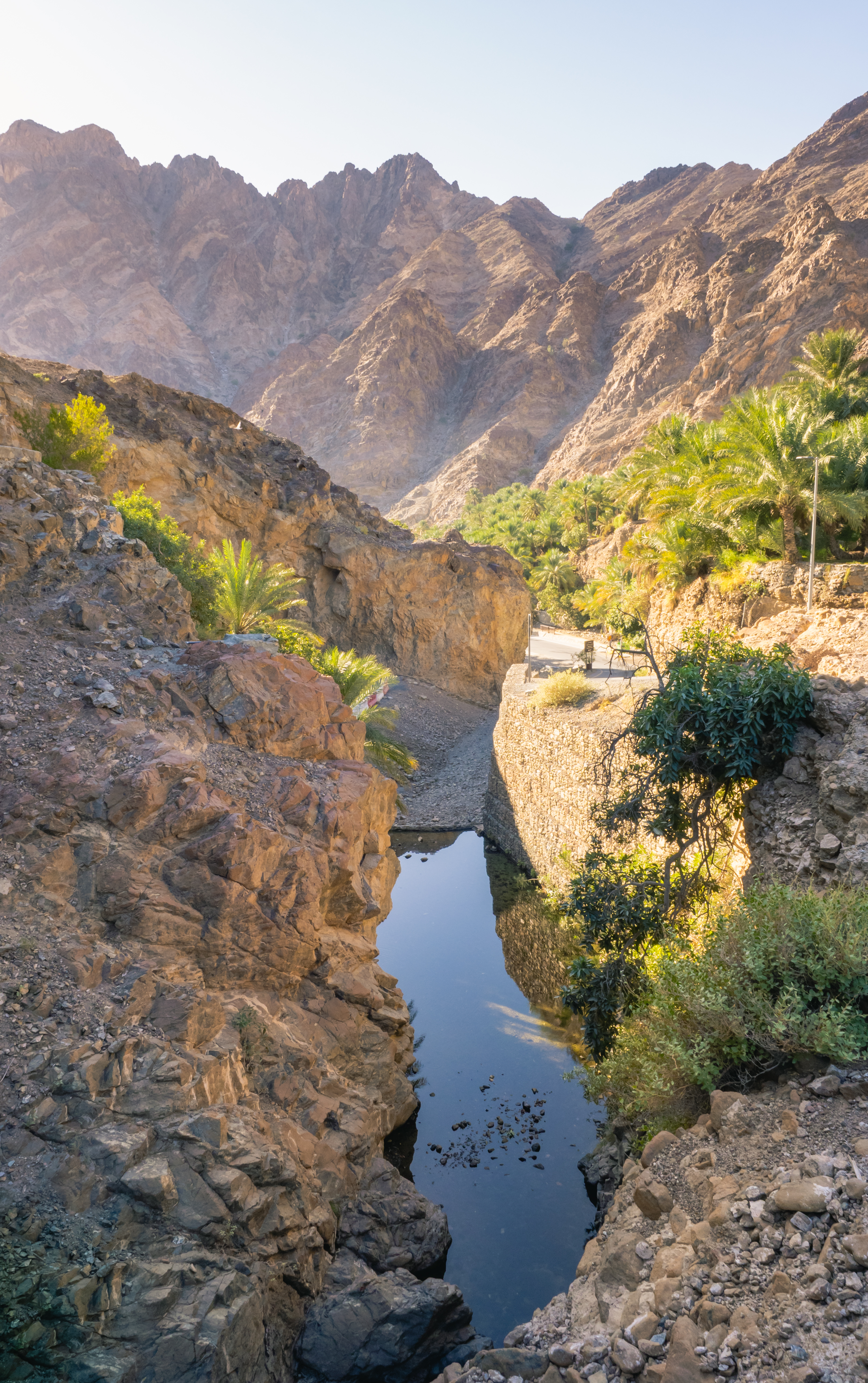
Vista de la zona de cascada y pozas, con agua
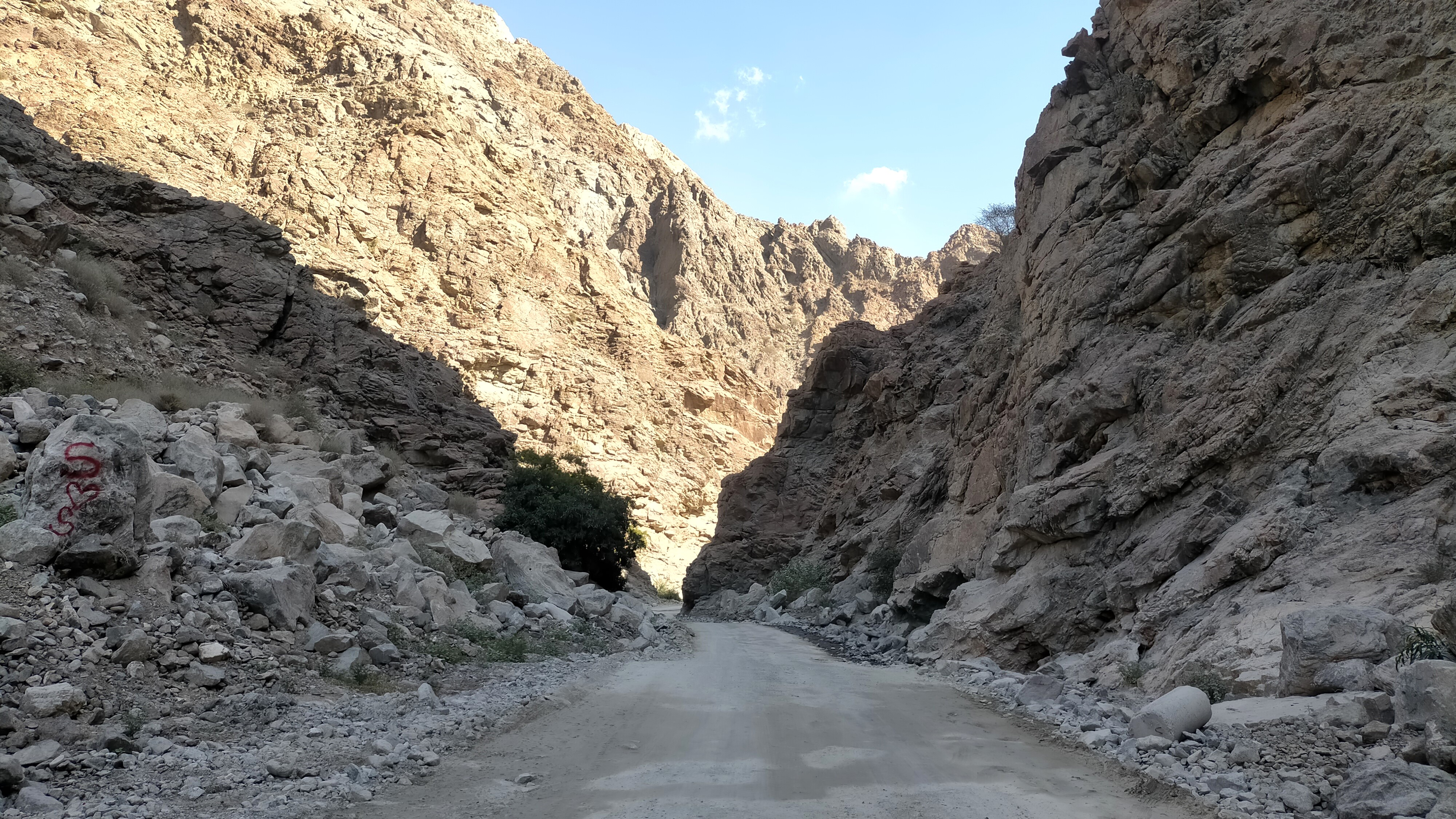
Curso bajo del Wadi Shis, en el Emirato de Sharjah, UAE
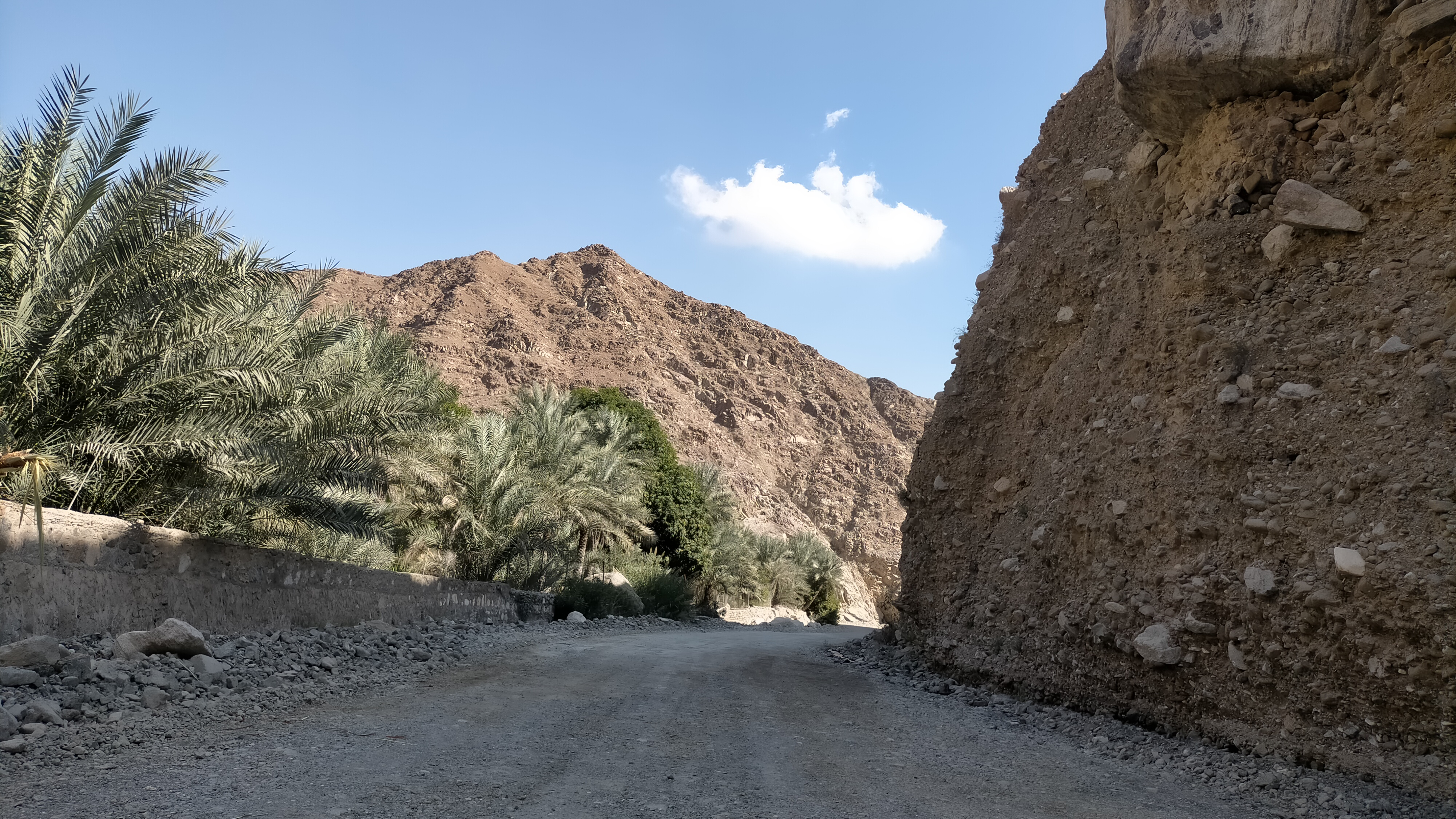
Curso bajo del Wadi Shis, en el enclave de Madha, Omán
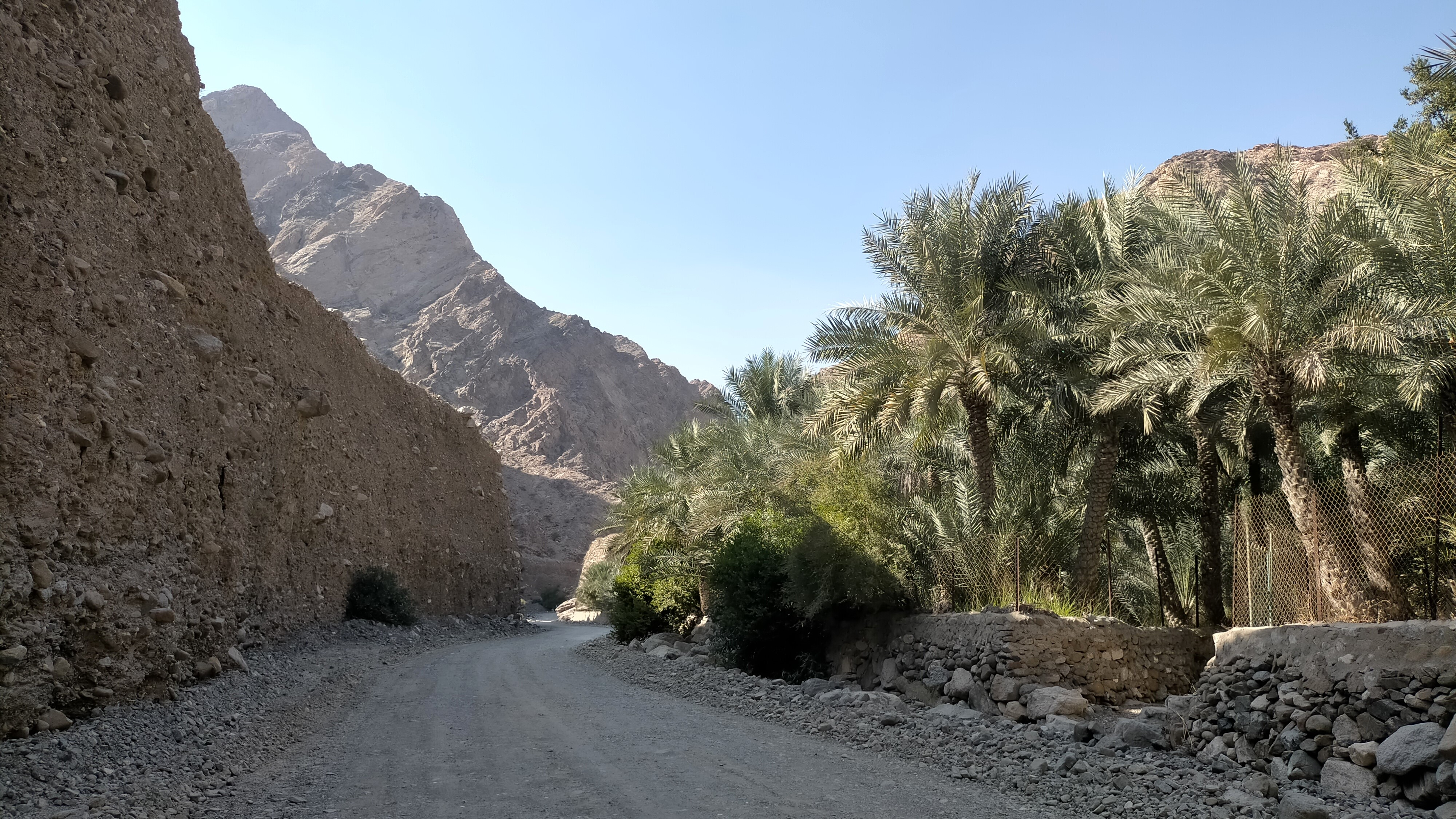
Curso bajo del Wadi Shis, en el enclave de Madha, Omán, poco antes de su confluencia con el Wadi Madha